# Cydistomyia casuarinae
Cydistomyia casuarinae är en tvåvingeart som beskrevs av English, Mackerras, Dyce 1958. Cydistomyia casuarinae ingår i släktet Cydistomyia och familjen bromsar. Inga underarter finns listade i Catalogue of Life.